# Borsfa
Borsfa  (kroatisch Borša) ist eine ungarische Gemeinde im Kreis Letenye im Komitat Zala.

## Geografische Lage
Borsfa liegt ungefähr neun Kilometer nordöstlich der Stadt Letenye, zehn Kilometer von der Grenze zu Kroatien entfernt, an dem Fluss Borsfai-patak.

## Geschichte
Borsfa wurde 1392 erstmals urkundlich erwähnt und war ein ständig bewohnter Ort. Eine Kirche gab es nicht. Der zentrale Ort der Gegend war Bánokszentgyörgy. 1889 wurde eine Schule eröffnet. Eine Kapelle mit Glockenstuhl wurde 1896 gebaut. 
Nach dem Zweiten Weltkrieg litt der Ort unter der Abwanderung. Ende der 1960er Jahre stabilisierte sich die Lage, die Schule wurde neu eröffnet. Seit 1973 gibt es einen Kindergarten. In den 1990er Jahren erlebte der Ort einen wirtschaftlichen Aufschwung.
Im Ort ist eine Bürgerwehr aktiv.

## Sehenswürdigkeiten
- Landhaus Berg (Berg-kúria), erbaut Ende des 18. Jahrhunderts
- Römisch-katholische Kirche Szentháromság, erbaut 1896, im Ortsteil Alsóborsfa
- Römisch-katholische Kapelle Rózsafüzér Királynője, erbaut 1925, im Ortsteil Felsőborsfa
- Szent-László-Statue
- Weltkriegsdenkmal (Hősök emlékműve), auf dem Friedhof

## Verkehr
Durch Borsfa verläuft die Landstraße Nr. 7536, sechs bzw. sieben Kilometer südlich der Gemeinde verlaufen die Hauptstraße Nr. 7 und die Autobahn M7. Der nächstgelegene Bahnhof befindet sich südöstlich in der Stadt Nagykanizsa.